# Битка при Зела
Битката при Зела се състои близо до Зела (днес Зиле, Токат в Турция).
На 20 май 47 пр.н.е. (по Юлианския календар) Цезар побеждава боспорския цар Фарнак II в четиричасова битка и изпраща в Рим познатото днес победоносно послание „Veni, vidi, vici“ („Дойдох, видях, победих“).